# Jai Opetaia
Jai Opetaia est un boxeur australien né le 30 juin 1995 à Sydney. Il détient le titre IBF des lourds-légers depuis le 2 juillet 2022,. En tant qu'amateur, il a remporté une médaille de bronze aux championnats du monde de la jeunesse 2012 et a représenté l'Australie aux Jeux olympiques de 2012 et à ceux du Commonwealth en 2014.

## Vie personnelle
Opetaia est né à Sydney, en Nouvelle-Galles du Sud et est d'origine australienne et samoane,.[3] Il est cousin du joueur de football australien Tim Cahill et à l'ancien joueur de la ligue de rugby Ben Roberts.

## Carrière de boxeur

### Carrière amateure
En tant que boxeur amateur, Jai Opetaia a remporté le titre des poids lourds légers aux championnats du monde juniors de 2011 au Kazakhstan, puis s'est qualifié pour les Jeux olympiques de 2012 en poids lourds à l'âge de 16 ans, faisant de lui le plus jeune boxeur olympique australien.
En 2012, Opetaia est médaillé de bronze aux championnats du monde juniors AIBA dans la catégorie  des poids lourds. La même année, Opetaia a participé aux Jeux olympiques de 2012 mais perd dès le premier tour et se classe 9e,,.

### Carrière professionnelle

#### Début de carrière et premiers titres
Opetaia passe professionnel en 2015 et combat à deux reprises en août de cette année. Après 11 victoires consécutives, il affronte Daniel Ammann pour les titres vacants de champion d'Australie des lourds-légers ainsi que la ceinture de champion d'Asie OPBF de la même catégorie de poids. Le combat a lieu le 15 juillet 2017. Il remporte le combat par un KO technique au neuvième round,. Opetaia affronte ensuite Frankie Lopez pour le titre vacant IBF jeunes des lourds-légers le 21 octobre 2017. Il remporte le combat par un KO technique au premier round,.
Il obtient un autre titre régional le 7 avril 2018, en affrontant Lukas Paszkowsky pour le titre vacant WBO Asie Pacifique des lourds-légers. Il remporte le combat par un KO technique au deuxième round.

#### Première défense de titre
Opetaia effectue la première défense de son titre national de champion des lourds-légers contre Benjamin Kelleher le 17 janvier 2018. Il remporte le combat par un KO technique à la troisième reprise.
Le boxeur Australien fait sa première défense du titre WBO Asie Pacifique contre Kurtis Pegoraro le 29 juin 2018. Le titre vacant IBF Pan Pacifique des lourds-légers était également en jeu pour ce combat. Opetaia s'impose par KO au deuxième round.

#### Titre WBA
Opetaia bat par KO technique à la huitième reprise Navosa Ioata pour le titre vacant des poids lourds-légers WBA Océanie le 15 mai 2019. Il défend ce titre à trois reprises et remporte par la même occasion le nouveau titre WBO Global des lourds-légers.
Jai a fait la première défense de ces deux titres et se bat pour le titre inaugural IBF Asie Océanie des poids lourds légers contre Mark Flanagan le 16 novembre 2019. Il gagne par un KO technique en huit rounds.
Opetaia défend ses titres IBF Asie Océanie et WBO Global lors d'un match revanche avec Benjamin Kelleher le 22 octobre 2020. Il remporte le combat par un KO technique au sixième round,.

#### Championnat IBF
Il devient champion du monde IBF de la catégorie le 2 juillet 2022 après sa victoire aux points face à  Mairis Briedis. Le combat était initialement prévu le 16 février 2022 mais a été reporté à plusieurs reprises en raison d'un test positif à la covid d'Opetaia et  d'une blessure aux côtes.
Opetaia remporte le combat par décision unanime (116-112, 116-112 et 115-113) mais pendant le combat, sa mâchoire a été fracturée à deux endroits. Incapable de donner une interview après le match, il a été emmené directement à l'hôpital pour subir une intervention chirurgicale.
Le 30 septembre 2023, il conserve sa ceinture IBF en battant par arrêt de l'arbitre au 4e round Jordan Thompson puis il domine à nouveau Mairis Briedis aux points le 18 mai 2024. Opetaia bat ensuite Jack Massey au 6e round le 12 octobre 2024 ; David Nyika par KO au 4e round le 8 janvier 2025 et 	Claudio Squeo par arrêt de l'arbitre au 5e round le 8 juin 2025.